# Драган Којадиновић
Драган Којадиновић (Банатски Карловац, 29. новембар 1954) је српски новинар, министар културе у првој Влади Војислава Коштунице (2004–2007) и први директор Независне телевизије Студио Б.

## Биографија
Рођен је 29. новембра 1954. године у Банатском Карловцу. Породица Којадиновић се из Заовина на Тари пресели у Банат након Другог светског рата, пошто је деда-стриц Драгана Којадиновића био припадник Југословенске војске у Отаџбини. Његов отац Миодраг Којадиновић је био трговац, а мајка Драгиња Павловић учитељица. 
У Београду је уписао и завршио основну школу, а потом и XIII београдску гимназију 1973. године. Дипломирао је југословенску књижевност и српскохрватски језик на Филолошком факултету Универзитета у Београду 1979. године.

### Новинарска каријера
Од марта 1976. године је радио у Студију Б. На месту уредника емисије "Београдске разгледнице" је заменио познатог новинара Ђока Вјештицу. Један је од оснивача Независног удружења новинара Србије (НУНС).

### Политичка каријера
Био је председник градског одбора Српског покрета обнове у Београду, као и кандидат СПО-а за градоначелника Београда на изборима 2004. године.
У првој Влади Војислава Коштунице је обављао функцију министра културе, од 3. марта 2004. до 15. маја 2007. године. За време његовог мандата и уз Којадиновићев лични ангажман, на једној аукцији 2006. године је откупљен печат кнеза Стројимира из 9. или 10. века, који је припадао српском кнезу Стројимиру Властимировићу и представља најстарији материјални доказ о постојању српске државе на Балканском полуострву.

### Лични живот
Говори енглески језик. Његова супруга Слободанка Васовић је професорка енглеског језика и некадашња директорка ОШ "Свети Сава". Са њом има кћерке Вишњу и Ивану.